# جون مكمارتن (لاعب دوري الرغبي)
جون مكمارتن (بالإنجليزية: John McMartin)‏ هو لاعب دوري الرغبي أسترالي، ولد في 3 مارس 1944، وتوفي في 13 فبراير 2018.